# 대프니 맥스웰 리드
대프니 맥스웰 리드(Daphne Maxwell Reid, 1948년 7월 13일 ~ )는 미국의 배우이다.

## 출연 작품

### 영화
- 해리엇 (2019)

### 텔레비전
- 더 프레시 프린스 오브 벨 에어 (1993-96)